# Pothos englerianus
Pothos englerianus är en kallaväxtart som beskrevs av Cornelis Rugier Willem Karel van Alderwerelt van Rosenburgh. Pothos englerianus ingår i släktet Pothos och familjen kallaväxter.
Artens utbredningsområde är Sumatera. Inga underarter finns listade.